# Ялтинский амфитеатр
Я́лтинский амфитеа́тр — совокупность горных вершин и южных отрогов Главной гряды Крымских гор, окружающих приморскую долину, в которой находится город Ялта.

## Описание
Ялтинский горный амфитеатр защищает город с севера, северо-востока и северо-запада и создает специфический средиземноморский микроклимат города. С севера и северо-запада от Ялты находится Ялтинская яйла (часть Главной гряды Крымских гор), чьи высоты постепенно повышаются с запада на восток примерно с 1200 до 1400 метров над уровнем моря. На северо-востоке амфитеатр замыкается Никитской яйлой с вершиной Авинда (1473 м). На юго-западе от Ялты находится гора Могаби (804 м), южный склон которой заканчивается у моря мысом Ай-Тодор. В пределах Ялтинского амфитеатра наиболее выступающим отрогом Главной гряды является отрог Иограф, чьим продолжением является холм Дарсан, находящийся уже в черте города.

## Отроги Главной гряды, спускающиеся в Ялтинский амфитеатр
(С северо-востока на юго-запад)
- Никитская яйла
- Оксек-Бурун
- Баланын-Каясы
- Кизил-Кая
- Иограф
- Ставри-Кая
- Таракташ
- Могаби